# Florence Nightingale
Florence Nightingale (n. 12 mai 1820 - d. 13 august 1910) a fost precursoarea serviciului sanitar modern. Florence Nightingale a fost nu numai prima infirmieră modernă, dar și un statistician important. Datorită ambiției și devotamentului de care a dat dovadă, spitalele secolului al XIX-lea s-au transformat în instituții de tratament adecvate, dotate din punct de vedere sanitar și cu personal de specialitate gata oricând să îngrijească bolnavii. Datorită altruismului și personalități sale, Florence Nightingale și-a consacrat întreaga viață ajutorării bolnavilor din spitale.

## Date biografice
Florence Nightingale s-a născut într-o familie britanică bine poziționată în societate. Părinții ei, William și Fanny Nightingale, făceau parte din acea categorie de oameni înstăriți, cu proprietăți imobiliare, deschiși călătoriilor.

Una dintre călătoriile făcute, și anume cea din 12 mai 1820, de la Florența, a adus cu sine un nou copil, și anume pe Florence. Cele două fete ale familiei au fost educate cu scopul de a deveni viitoare doamne în lumea burgheză britanică. Cu toate acestea, Parthenope, sora cea mare a Florencei, era interesată de desen, broderie și rețete culinare, în timp ce Florence petrecea foarte mult timp studiind latina, matematica și filosofia. 

Se spune ca Florence Nightingale avea, încă din copilărie, probleme emoționale, explicabile poate doar dacă ne gândim că tatăl său era o persoană retrasă, în timp ce mama sa era entuziastă și jovială. Dorința de a-și ajuta semenii a apărut din adolescență, confirmarea fiind însemnările ei din jurnalele acelei vremi. 

Cu timpul, sentimentele sale au devenit și mai puternice. Se simțea limitată și inutilă și își căuta ocupații care să ofere un sens vieții. Aceste dorințe puternice contraveneau planurilor mamei sale, care ar fi dorit s-o mărite. 

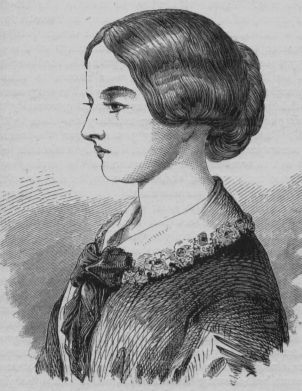
Tânăra Florence Nightingale

Anul 1837 a fost decisiv în viața ei. Așa cum reiese din însemnările sale din 17 februarie, Florence a avut o revelație: Dumnezeu mi-a vorbit și m-a chemat în slujba Lui. Afirmația a dat naștere unor controverse, dar Florence nu a fost o persoană care să sufere din punct de vedere psihic și nici nu a fost o împătimită a religiei. Tocmai din această cauză nu poate fi acuzată de misticism. 

În anul 1839 cele două surori au fost prezentate la Curte și și-au petrecut vacanța la Londra. A fost perioada în care mama lor și-a dublat eforturile pentru a le mărita. 

Aflarea veștii că Florence va deveni infirmieră a avut consecințe violente. În perioada victoriană, infirmierele erau desconsiderate de către clasa burgheză, spitalul nu era nici pe departe cel mai indicat loc pentru o viitoare doamnă de societate. 

Părinții săi s-au opus categoric deciziei luate de fiica lor, interzicându-i orice acțiune în acest sens. Reacția părinților i-a provocat o depresie puternică, Florence pierzându-și astfel dorința de a mai trăi. În taină, a adunat cât mai multe informații privind desfășurarea activității spitalelor din Anglia, starea lor sanitară și tratamentul oferit. Și-a dezvoltat astfel planul de creare a unui sistem de tratament medical adecvat. 

În această perioadă i-a cunoscut la Roma (1847) pe Sidney și Liz Herbert, secretarul de stat al Angliei și soția acestuia. În momentul în care a împlinit 31 de ani, Florence s-a decis să plece în Germania, lăsând în urmă restricțiile impuse de familie, pentru a urma cursuri de specialitate. 

După întoarcerea în Regat, Liz Herbert a recomandat-o pentru funcția de directoare a spitalului pentru femei din Harley Street. Instituția după spusele lui Charles Dickens, a fost transformată de Florence într-un adevărat spital: cu bucătărie, grupuri sanitare, farmacie, lifturi și clopoțele pentru solicitarea ajutorului. Adevărata capacitate de organizare și-a arătat-o  abia în anul 1854, în timpul războiului din Crimeea.

## Războiul din Crimeea
Contribuția cea mai cunoscută a lui Florence a avut loc în timpul războiului din Crimeea. Condițiile din spitalele pentru soldații englezi răniți în Crimeea, descrise de primul reporter de război din istorie, William Russell, erau înfricoșătoare - lipsea îngrijirea medicală de specialitate iar igiena era inexistentă. Pentru a dezamorsa situația, guvernul britanic a hotărât să trimită pe cineva capabil care să se ocupe de acest serviciu și anume pe Florence Nightingale. Aceasta, însoțită de 38 dintre cele mai bune infirmiere formate de ea, a ajuns la spitalul de pe front pe 21 octombrie 1854. Bazele britanice erau amplasate în Scutari, (sau Üsküdar, o suburbie a Istanbulului), la 545 km de Crimeea.
Acolo au descoperit soldații răniți rău îngrijiți de personalul medical complet demoralizat ca urmare a indiferenței oficiale. Pe deasupra, era o lipsă de medicamente, igiena era neglijată, iar infecțiile în masă erau răspândite, multe fiind fatale. Nu exista echipament pentru prepararea mâncării pentru pacienți. Doctorii britanici desconsiderau aportul infirmierelor în recuperarea postoperatorie a răniților.
Florence și colegele ei au început prin curățirea temeinică a spitalului și a echipamentului, precum și prin reorganizarea îngrijirii pacienților. Dar, în perioada în care s-a aflat la Scutari, rata mortalității nu a scăzut, ba din contră, a început să crească, fiind cea mai mare dintre spitalele din regiune. În timpul primei sale ierni la Scutari au murit 4077 de soldați, majoritatea din cauza unor boli ca tifosul, holera și dizenteria, nu din cauza rănilor.  În spital condițiile erau mizerabile din cauza suprapopulării, ventilației proaste și a lipsei grupurilor sanitare. O comisie sanitară a guvernului britanic a fost trimisă la un moment dat și a reglat aceste aspecte. Mortalitatea a fost redusă.
Nightingale a continuat să creadă că rata de mortalitate a crescut din cauza alimentației proaste și supraîncărcării cu soldați. După ce s-a întors din Marea Britanie, ea a început să colecteze dovezi pentru a le prezenta Comisiei Regale pentru Sănătate în Armată pentru a demonstra că majoritatea soldaților au fost omorâți de condițiile proaste din spitale. Aceasta experiență a influențat-o și mai târziu în carieră, ea susținând mereu importanța condițiilor de trai. Ca urmare, a contribuit la reducerea mortalității în armata  britanică pe timp de pace, îndreptând atenția asupra aspectelor ce țin de igiena în spitale.
O dată cu mărirea numărului de răniți aduși de pe front, spiritul organizatoric al Florencei a fost apreciat de către doctori. În acea perioadă, ea și-a dobândit numele de "Lady with the Lamp" (Femeia cu lampa), deoarece personalul infirmier făcea turul de noapte al saloanelor. Totuși, în momentul în care spitalul a început să funcționeze normal, ea s-a îmbolnăvit atât de grav, încât, după revenirea în Anglia, la vârsta de 37 de ani, a rămas paralizată la pat.

## Întoarcerea acasă
Cu tenacitate și ambiție, ea și-a depășit invaliditatea, și a condus acțiunea de organizare a spitalelor de garnizoană din Anglia, a creat un sistem de sănătate în India, a înființat și a condus școlile sanitare. Nimeni nu a fost deranjat de faptul că, practic, consultațiile aveau loc în dormitorul lui Florence sau prin corespondență. I-au cerut părerea miniștri, generali și directori, iar ea le-a răspuns cu același profesionalism. A ajuns astfel, de-a lungul vieții, să scrie peste 17.000 de scrisori, ceea ce-i conferă un loc înalt  în istoria epistolografiei.

Datorită ei, s-a înființat Academia Medicală Militară și Școala de infirmiere de pe lângă Spitalul Sf. Thomas.
Cu timpul, depresia ei, revenită sub influența bolii, s-a agravat. Florence a limitat contactul cu exteriorul până la minimul necesar. Se simțea singură și neîmplinită. Niciodată nu s-a căsătorit, deși spre bucuria mamei, la început, a avut mulți pretendenți. Unul dintre ei, Richard Monckton Milles, a iubit-o toată viața. Din păcate, refuzat după șapte ani de încercări, acesta nu s-a mai întors niciodată.

La bătrânețe s-a împăcat cu oamenii: mult timp și l-a petrecut cu infirmierele sale la picnicurile organizate la proprietatea surorii sale din Chaydon și și-a vizitat familia. În anul 1901 și-a pierdut definitiv vederea, ceea ce a împiedicat-o să mai poarte corespondență. Șase ani mai târziu, ca recunoaștere a activității sale, i s-a acordat Ordinul pentru merite deosebite.
Florence Nightingale a murit pe 13 august 1910 și a fost înmormântată în cavoul familiei din East Wellow.

## Contribuții în domeniul statistic
Florence Nightingale a elaborat sistemul de conducere a statisticilor medicale. În cartea Notes on Nursing (Observații privind îngrijirea bolnavilor) ea a elaborat o ierarhie revoluționară pentru acele timpuri, privind igiena, hrana, iluminatul încăperilor și îngrijirea sugarilor.